# Кордел Хол
Кордел Хал (енгл. Cordell Hull; Олимп, Тенеси, 2. октобар 1871 — Вашингтон, 23. јул 1955) био је амерички политичар и адвокат, најпознатији по томе што је био најдуговечнији државни секретар Сједињених Држава — на тој функцији је остао 11 година (1933–1944) у администрацији председника Френклина Делано Рузвелта, током већег дела Другог светског рата. Пре тога је представљао Тенеси две године у Сенату и 22 године у Представничком дому.
Хал је добио Нобелову награду за мир 1945. године за своју улогу у оснивању Уједињених нација, а председник Рузвелт га је назвао „оцем Уједињених нација".

## Рани живот и образовање
Кордел Хал је рођен у брвнари у Олимпу, Тенеси, који је данас део округа Пикет. Био је трећи од пет синова Вилијама Паскала Хала и Мери Елизабет Хал (девојачко Рилеј). Студирао је на Националном нормалном универзитету (1889–1890) и дипломирао на Кемберленд школи права 1891. године, након чега је примљен у адвокатску комору.

## Почетак каријере
Хал је служио у Представничком дому Тенесија од 1893. до 1897. године. Током Шпанско-америчког рата служио је на Куби као капетан у Четвртом пуку Тенеси добровољачке пешадије.
Биран је у Представнички дом САД, где је служио 11 мандата (1907–1921 и 1923–1931), што чини укупно 22 године. Као члан моћног Одбора за приходе и порезе, борио се за ниске тарифе и „готово сам" написао савезни закон о порезу на доходак из 1913. године. Такође је био локални судија од 1913. до 1917. године. Након пораза на изборима 1920. године, био је председник Демократске националне комисије. Био је један од неколико кандидата за председника на Демократској националној конвенцији 1928. године.

## Државни секретар
Хал је изабран у Сенат 1930. године, али је поднео оставку 1933. да би постао државни секретар. Рузвелт га је именовао за државног секретара и поставио за вођу америчке делегације на Лондонској економској конференцији. Током свог мандата, Хал је био главни заговорник проширења спољне трговине и смањења тарифа. Његов најзначајнији допринос био је Закон о узајамним трговинским споразумима из 1934. године, који је омогућио ниске тарифе и промовисао међународну сарадњу.
Хал је био кључан у спровођењу „Политике доброг комшије" према државама Латинске Америке, што је допринело спречавању нацистичких махинација у том региону. Такође је био активан у односима са Вишијевском Француском и био је централна фигура у формалним дипломатским изјавама, укључујући и „Халову ноту" уочи напада на Перл Харбор.
Током Другог светског рата, Хал је био маргинализован у унутрашњем кругу Рузвелтове администрације, али је остао централни за формалне дипломатске напоре, посебно у Латинској Америци и у припремама за послератне институције. Председавао је Саветодавним одбором за послератну спољну политику, основаним у фебруару 1942. године.

## Јевреји и СС Сент Луис
1939. године, Хал је саветовао Рузвелта да одбије СС Сент Луис, немачки брод са 936 Јевреја који су тражили азил. Халова одлука довела је до тога да се Јевреји врате у Европу на сам почетак холокауста. Неки историчари процењују да је 254 путника касније убијено од стране нациста.

## Оснивање Уједињених нација
Хал је био главни покретач и архитекта стварања Уједињених нација, што је признато Нобеловом наградом за мир 1945. године. Током Другог светског рата, Хал и Рузвелт су радили на развоју светске организације за спречавање трећег светског рата. Хал и његов тим су саставили „Повељу Уједињених нација" средином 1943. године.

## Касније године
Хал је поднео оставку 30. новембра 1944. због лошег здравља. До данас остаје најдуговечнији државни секретар САД, са 11 година и 9 месеци на тој функцији. Рузвелт је приликом његовог одласка изјавио да је Хал „једна особа на целом свету која је највише учинила да овај велики план за мир (Уједињене нације) постане стварност".
Норвешки Нобелов комитет доделио је Халу Нобелову награду за мир 1945. године у признање његових напора за мир и разумевање на Западној хемисфери, његових трговинских споразума и рада на оснивању Уједињених нација.

## Приватни живот и смрт
Са 45 година, 1917. године, Хал се оженио удовицом, Роз Франсис (Виц) Витни (1875–1954), из аустријске јеврејске породице из Стонтона, Вирџинија. Пар није имао деце. Госпођа Хал је умрла 1954. године у Стонтону, Вирџинија, и сахрањена је у Вашингтону у Вашингтонској националној катедрали. Хал је умро 23. јула 1955. у 83. години живота у свом дому у Вашингтону, након доживотне борбе са породичном ремитујућом саркоидозом. Сахрањен је у крипти капеле Светог Јосифа Ариматејског у Вашингтонској националној катедрали.

## Наслеђе
Халово сећање чува брана Кордел Хал на реци Камберленд близу Картејџа, Тенеси. Брана формира језеро Кордел Хал, које покрива око 12.000 хектара.
Његова правна школа, Кемберленд школа права, и даље га поштује Форумом за говорнике Кордела Хала и судском салом за такмичења.
Статуа Хала украшава кампус Универзитета Кемберленд у Лебанону, Тенеси.
Парк родног места Кордела Хала, близу Бердстауна, Тенеси, основан је 1997. године ради очувања његовог родног места и личних предмета које је Хал поклонио грађанима округа Пикет, укључујући његову Нобелову награду за мир.
Сегмент ауто-путева у Кентакију (70, 90, 63 и 163), од Националног парка Мамутова пећина близу Кејв Ситија до границе са Тенесијем близу Хестанда, назван је „Ауто-пут Кордел Хал" и део је државног система сценских путева.
Зграда Кордел Хал на Капитол Хилу у Нешвилу, Тенеси, је сигурна десетоспратна зграда у којој су канцеларије законодавног тела Тенесија.
Зграда Ајзенхауерове извршне власти (раније Стара извршна зграда) у Вашингтону, поред Беле куће, садржи украшену „Собу Кордела Хала" на другом спрату, која се користи за састанке. Соба је била канцеларија Кордела Хала док је био државни секретар САД.
Парк Кордел Хал, који се налази у источном гарнизону округа Монтереј, Калифорнија, има кошаркашки терен, игралиште и травнато поље.
Поштанска служба САД издала је комеморативну марку у вредности од 5 центи у част Кордела Хала 5. октобра 1963. године.
Хал је један од чланова председничког кабинета који су ликови у мјузиклу „Ани".